# 真教寺 (久留米市)
真教寺（しんきょうじ）は福岡県久留米市にある真宗大谷派の寺院。

## 概要
延徳3年（1491年）に善西により創建。 慶長8年（1603年）に柳川城主田中吉政により移転。この頃田中氏の菩提寺。元和7年（1621年）に久留米藩主有馬豊氏から寺地を拝領、寺町に移転。
本堂は元禄14年（1701年）に再建、寛政3年（1791年）に再建。格天井に狩野永就による花鳥画約60点がある。
樺島石梁の墓がある。

## 所在地
〒830-0014　福岡県久留米市寺町81番地